# قارتشي كندي (غويجة بل)
قارتشي کندي (بالفارسية: قورچی‌کندی) هي منطقة سكنية تقع في إيران في قسم غويجة بل الریفي. يقدر عدد سكانها بـ 251 نسمة .